# Pleuraphodius montuosus
Pleuraphodius montuosus är en skalbaggsart som beskrevs av Schmidt 1911. Pleuraphodius montuosus ingår i släktet Pleuraphodius och familjen Aphodiidae. Inga underarter finns listade i Catalogue of Life.